# The Pond-Moonlight
The Pond—Moonlight je naslov fotografije, ki jo je leta 1904 posnel ameriški fotograf Edward Steichen. Fotografija prikazuje vzhajajočo Luno, katere odsev je viden v ribniku, obdanem z drevesi. Zaradi posebnega postopka izdelave ima izgled barvne fotografije, čeprav je bila prva prava barvna fotografija narejena šele leta 1907. Na dražbi leta 2006 je fotografija dosegla do takrat najvišjo ceno za fotografijo v zgodovini, 2.928.000,00 ameriških dolarjev. Na ceno je vplivalo tudi dejstvo, da danes obstajajo samo trije znani originali, ki pa so zaradi ročnega postopka obdelave vsak po sebi unikat.